# GRIFS
GRIFS (сокр. от англ. Global  RFID Interoperability Forum for Standard ) – Глобальный форум по взаимодействию стандартов RFID, созданный в январе 2008 года по инициативе трёх организаций GS1, Европейского института телекоммуникационных стандартов (ETSI) и Европейского комитета по стандартизации (European Committee for Standardization - CEN).

## Цели
- Налаживание цепочки связей распространения  информации о необходимости единых  международных стандартов RFID
- Привести в соответствие развитие  RFID стандартов во всем мире
- Организовать и обеспечить работоспособность  "Глобального форума RFID совместимости стандартам (GRIFS) в составе глобальной заинтересованными сторонами
- Обеспечения дальнейшего тесного сотрудничества между организациями разрабатывающими стандарты

## Область применения
Деятельность форума будет сосредоточена на использование RFID в цепи поставок и соответствующих процессах. Мероприятия охватывают главным образом обнаружение и отслеживание объектов и предметов - физических товаров - по мере их прохождения через цепочки поставок самых различных предприятий, как в государственном так и в  частном секторе. Это также включает в себя отслеживание активов, таких как возвратные активы (поддоны, бочки и т.д.), участвующих в сфере логистики, отслеживания активов в целях обеспечения  подлинности товаров(борьба с контрафактной деятельностью) и отслеживание рекламаций на всем протяжении жизненного цикла товаров(например телевизоров , железнодорожные двигателей и др.).

## Меморандум о взаимопонимании (МоВ)
Организация форума GRIFS будет регулироваться меморандумом о взаимопонимании между организациями, участвующими в заседаниях Форума, и занимающихся разработкой стандартов в области RFID. 